# Europäische Badminton-Hochschulmeisterschaft 2006
Die Europäische Badminton-Hochschulmeisterschaft 2006 fand vom 12. bis zum 16. Juni 2006 in Lissabon statt. Es war die dritte Austragung der Titelkämpfe.

## Sieger und Platzierte
| Disziplin    | Gold                                                                   | Silber                                                                 | Bronze                                                                 |
| ------------ | ---------------------------------------------------------------------- | ---------------------------------------------------------------------- | ---------------------------------------------------------------------- |
| Herreneinzel | Jan Fröhlich Karls-Universität Prag                                    | Victor Maljutin FINEC St. Petersburg                                   | Nikolai Ukk FINEC St. Petersburg                                       |
| Herreneinzel | Jan Fröhlich Karls-Universität Prag                                    | Victor Maljutin FINEC St. Petersburg                                   | Brice Leverdez Lycée Marcelin Berthelot de St. Maur                    |
| Dameneinzel  | Evgenia Dimova Staatliche Universität des Fernen Ostens                | Kai-Riin Saluste Universität Tartu                                     | Anna Efremova Staatliche Universität des Fernen Ostens                 |
| Dameneinzel  | Evgenia Dimova Staatliche Universität des Fernen Ostens                | Kai-Riin Saluste Universität Tartu                                     | Claudia Klingelhöfer WG München                                        |
| Herrendoppel | Evgeny Dremin Alexey Vasiliev Staatliche Universität des Fernen Ostens | Nikolai Ukk Victor Maljutin FINEC St. Petersburg                       | Steve Day Tom Armstrong Loughborough University                        |
| Herrendoppel | Evgeny Dremin Alexey Vasiliev Staatliche Universität des Fernen Ostens | Nikolai Ukk Victor Maljutin FINEC St. Petersburg                       | Ivan Baboshin Anatoly Baranov Staatliche Technische Universität Moskau |
| Damendoppel  | Angelika Węgrzyn Małgorzata Kurdelska AZS Polen                        | Evgenia Dimova Anna Efremova Staatliche Universität des Fernen Ostens  | Helen Reino Kai-Riin Saluste Universität Tartu                         |
| Damendoppel  | Angelika Węgrzyn Małgorzata Kurdelska AZS Polen                        | Evgenia Dimova Anna Efremova Staatliche Universität des Fernen Ostens  | Agata Rzepczyk Paulina Matusewicz Technische Universität Krakau        |
| Mixed        | Evgeny Dremin Evgenia Dimova Staatliche Universität des Fernen Ostens  | Alexey Vasiliev Anna Efremova Staatliche Universität des Fernen Ostens | Tom Armstrong Jenny Day Loughborough University                        |
| Mixed        | Evgeny Dremin Evgenia Dimova Staatliche Universität des Fernen Ostens  | Alexey Vasiliev Anna Efremova Staatliche Universität des Fernen Ostens | Steve Day Caroline Smith Loughborough University                       |
| Team         | Staatliche Universität des Fernen Ostens                               | AZS Polen                                                              | Loughborough University                                                |